# 黄腹柳莺
黄腹柳莺（学名Phylloscopus affinis），是生活在亚洲的一种柳莺。

## 特征
黄腹柳莺体重约6.96克，翼长约59毫米，嘴峰长约10毫米，喙宽度约2.6毫米，喙厚度约2.2毫米，跗蹠长约18.3毫米，尾长约43.8毫米。黄腹柳莺是候鸟，其栖息在密集的灌木丛中，食性为肉食性，主要食物来源是陆生无脊椎动物。

## 亚种
- P. a. affinis (Tickell, 1833) – 东喜马拉雅，自尼泊尔到藏东南
- P. a. perflavus Martens, J, Sun & Päckert, 2008 – 西喜马拉雅，巴基斯坦到印度北部
- P. a. occisinensis Martens, J, Sun & Päckert, 2008 – 中国中西部

P. a. occisinensis原本被认为是黄腹柳莺的一个种群。2008年，一项基于该种群的基因片段的研究表明，该种群与分布在喜马拉雅地区的种群存在明显差异，因此被确立为新种，中文名为华西柳莺。种小名occisinensis源自拉丁文“occidentalis”与“sinensis”，意为“中国西部的”。模式产地在青海果洛玛多县花石峡镇境内的冬给措纳湖。2019年，一项核基因组研究将其重新归类为黄腹柳莺。